# باشگاه فوتبال آمد
آمِد سپورتیف فعالیتلر کلوب (به ترکی استانبولی: Amed Sportif Faaliyetler Kulübü) که معمولاً با نام آمَدسپُر شناخته می‌شود، یک باشگاه ورزشی است که در شهر دیاربکر، ترکیه واقع شده است. تیم فوتبال این باشگاه که قبلاً دیاربکر بویوک‌شهیر بلدیه‌سپور نام داشت به نام قدیمی شهر دیاربکر یعنی آمد تغییر نام داد ، از فصل ۲۰۲۴–۲۵ در لیگ دسته اول ترکیه بازی می‌کند.

## تاریخچه
این باشگاه در سال ۱۹۷۲ میلادی تأسیس شد و به دلیل حمایت مالی توران گازوزلار، سال‌ها با عنوان «ملک‌احمد توران‌سپور» در لیگ‌های آماتور شرکت می‌کرد. رنگ باشگاه در ابتدا قرمز و سفید بود. در سال ۱۹۸۵، پس از پایان حق نامگذاری / حمایت مالی، نام باشگاه به ملک‌احمدسپور (به ترکی: Melikahmetspor) تغییر کرد.
شهرداری دیاربکر (بزرگ‌ترین شهر کُردنشین ترکیه) این باشگاه را در سال ۱۹۹۰ میلادی خریداری کرد و نام آن را به دیاربکر بلدیه‌سپور (به ترکی: Diyarbakır Belediyespor) تغییر داد. در سال ۱۹۹۳ این باشگاه پس از تبدیل شدن به یک شهرداری ابرشهر، نام خود را به دیاربکر بویوک‌شهیر بلدیه‌سپور تغییر داد. فریدون چلیک، شهردار وقت از حزب دموکراتیک خلق در سال ۱۹۹۹ نام باشگاه را به Diyarbakır Büyükşehir Belediyesi DİSKİspor تغییر داد تا از شرکتی به نام Diyarbakır Büyükşehir Belediyesi Su ve Kanalizasyon İdaresi (DİSKİ) درآمد کسب کند. در آغاز فصل ۲۰۱۰–۲۰۱۱ مجمع عمومی تصمیم گرفت یک بار دیگر نام باشگاه را به دیاربکر بویوک‌شهیر بلدیه‌سپور تغییر دهد.
در اکتبر ۲۰۱۴، آنها بدون تأیید رسمی نام خود را به Amedspor تغییر دادند و به همین دلیل توسط فدراسیون فوتبال ترکیه (TFF) جریمه شدند. اعتراض رسمی TFF به این بود که نام آمِدسپور (Amedspor) اصلی بود ولی بعداً از نام آمیداسپور (Amidaspor) استفاده شد. با این حال، زمانی که این تیم نام خود را به Amed Sportif Faaliyetler Kulübü تغییر داد، لیگ ترکیه اعلام کرد که این نام جدید را پذیرفته است.

## لباس و رنگ
| فصل       | ساخت  | کیت رنگ                   |
| --------- | ----- | ------------------------- |
| –۲۰۱۳     | آمبرو | قرمز-سبز                  |
| ۲۰۱۳–۲۰۱۶ | لوتو  | قرمز-سبز، سفید، مشکی      |
| ۲۰۱۶–۲۰۱۷ | نایک  | سفید، قرمز، سیاه          |
| ۲۰۱۸–۲۰۱۹ | نایک  | قرمز-سبز، سفید، سبز، قرمز |
| ۲۰۲۱–۲۰۲۲ | نایک  | قرمز-سبز، سفید، مشکی      |
| ۲۰۲۲–۲۰۲۳ | نایک  | قرمز، سیاه-طلا، سفید-قرمز |

## حمایت و رقابت
در اوایل سال ۲۰۱۶، آمِد سپورت در یک بازی حذفی مقابل بورساسپور، این تیم قهرمان لیگ قبل را، شکست داد تا به مرحله یک چهارم نهایی جام حذفی ترکیه راه یابد. پس از این پیروزی، هواداران آنها از حضور در بازی بعدی مقابل فنرباغچه محروم شدند. فدراسیون همچنین دنیز نکی، هافبک تیم، را به دلیل حمایت او از صلح در درگیری کردها و ترکیه در یک توییت، برای ۱۲ بازی به حالت تعلیق درآورد و او را با ۱۹٫۵۰۰ لیر (~۶۵۰۰ دلار) جریمه کرد. همچنین پلیس به دفاتر باشگاه یورش برد و کامپیوترهای آن‌ها را ضبط کرد، زیرا مظنون بود که ممکن است یک توییت جنجالی سیاسی از آنجا نشأت گرفته باشد.
بر اساس مصاحبه ای که روزنامه آلمانی دی تسایت با نمایندگان تیم انجام داد، باشگاه آمِدسپورت با مشکلاتی روبرو است زیرا توسط TFF و مقامات ترکیه، این باشگاه به عنوان نماد هویت ملی کُرد دیده می‌شود. پرچم کردستان در ورزشگاه‌ها ممنوع است و از دسامبر ۲۰۱۵ برای مدتی تماشای بازی‌های خارج از خانه برای هواداران آمدسپور ممنوع بود. بعد از پایان این محرومیت، حدود پانصد هوادار بدون این که از رنگ‌های تیمشان (که با رنگ‌های پرچم کردستان مشترک است) استفاده کنند، به تماشای بازی‌های خارج از خانه تیم خود رفتند، اما از آنجایی که در هنگام گلزنی احساسات خود را نسبت به تیمشان نشان دادند، با هواداران تیم مقابل و پلیس درگیر شده و مجبور به ترک ورزشگاه قبل از پایان مسابقه شدند. از ژانویه ۲۰۱۶ تا فوریه ۲۰۱۹، هواداران در ۶۴ بازی از تماشای بازی‌های خارج از خانه تیم فوتبال خود محروم بودند. هواداران تیم زنان آمد هم از سال ۲۰۱۸ تا فوریه ۲۰۱۹ مجاز به تماشای بازی‌های خارج از خانه نبودند همچنین اجناس فروشی هواداران آمِد نیز اغلب توسط پلیس ضبط می‌شود. آمدسپور یک تیم والیبال بانوان نیز دارد.
در اکتبر ۲۰۲۲، کانون وکلای دیاربکر یک شکایت جنایی علیه افسر نظامی طرح کرد که فرمانده نیروی ژاندارمری در استان مرکزی آفیون بود و به بازیکنان افجت آفیون‌سپور پیش از بازی گفته بود که امیدوار است، به ویژه پس از حمله پ‌ک‌ک در مرسین، بتوانند که آمدسپورت را له کنند.
قبل از بازی بورساسپور که در ۵ مارس ۲۰۲۳ برگزار شد، بازیکنان آمدسپور مورد حمله قرار گرفتند و برخی از هواداران بورساسپور بنرهایی از محمود یلدیریم با اسم رمز یشیل (به ترکی "سبز")، عامل سرکش ترکی که مسئول قتل‌های حل نشده بود، و خودروی توروس، نماد ناپدید شدن اجباری و قتل‌های سیاسی در ترکیه در دهه ۱۹۹۰ را همراه داشتند. HDP گفت: حملات نژادپرستانه علیه آمدسپور در بورسا را محکوم کرد و آن را اقدامی فاشیستی دانست. کانون وکلای دیاربکر در شکایت کیفری خود در رابطه با وقایع این مسابقه اعلام کرد که جرایم تحریک یا تحقیر مردم به نفرت و خصومت، به خطر انداختن عمدی امنیت عمومی، توهین و سوء استفاده از مقام و… انجام شده است.

## حضور در لیگ
- لیگ دسته اول TFF: 2024–
- لیگ دسته دوم TFF: 2007–2010، ۲۰۱۳–۲۰۲۴
- لیگ دسته سوم TFF: 1994–2007، ۲۰۱۰–۲۰۱۳
- لیگ آماتور: ۱۹۷۲–۱۹۹۴

## افتخارات
- لیگ دسته دوم TFF

قهرمان (۱): ۲۰۲۳–۲۴ (گروه قرمز)
- لیگ دسته سوم TFF

قهرمان (۲): ۲۰۰۶–۰۷ (گروه ۱)، ۲۰۱۲–۱۳ (گروه ۱)

## تیم فعلی
تا تاریخ 12 August, ۲۰۲۴
| شماره |                       | پست       | بازیکن                 |
| ----- | --------------------- | --------- | ---------------------- |
| ۱     | ترکیه                 | دروازه‌بان | نورالله اسلان          |
| ۳     | ترکیه                 | هافبک     | تاشکین چالش            |
| ۴     | ترکیه                 | مدافع     | ولی چتین               |
| ۵     | ترکیه                 | هافبک     | سرکان اوداباشوغلو      |
| ۶     | فرانسه                | هافبک     | یوهان جاسوبی           |
| ۸     | پرتغال                | هافبک     | برونو لورنسو           |
| ۱۰    | ترکیه                 | هافبک     | چکدار اورهان           |
| ۱۱    | مالی                  | مهاجم     | آداما ترائوره          |
| ۱۲    | ترکیه                 | هافبک     | آردا ارتکین            |
| ۱۴    | جمهوری دموکراتیک کنگو | مهاجم     | بیرت آسومبالونگا       |
| ۱۵    | ترکیه                 | مدافع     | یوغور گزر الگو:Captain |
| ۱۸    | ترکیه                 | هافبک     | سنان کورت              |

| شماره |        | پست       | بازیکن        |
| ----- | ------ | --------- | ------------- |
| ۱۹    | ترکیه  | مدافع     | عمر بایرام    |
| ۲۱    | ترکیه  | مدافع     | محمد یشیل     |
| ۲۳    | ترکیه  | مهاجم     | ییلماز جیلان  |
| ۲۴    | ترکیه  | مدافع     | باتوهان تور   |
| ۳۵    | ترکیه  | مدافع     | آلبرک کوچ     |
| ۳۶    | کامرون | مدافع     | نیکولا انکولو |
| ۶۵    | ترکیه  | هافبک     | اوکتای آیدین  |
| ۷۷    | ترکیه  | مدافع     | ارکان ساسا    |
| ۸۳    | ترکیه  | دروازه‌بان | کان دوغان     |
| ۹۶    | ترکیه  | دروازه‌بان | ویسل ساپان    |
| ۹۹    | ترکیه  | مهاجم     | یاکال تایلان  |